# 1931年の日本公開映画
- 映画 > 映画の一覧 > 年度別日本公開映画 > 1931年の日本公開映画
- 映画 > 1931年の映画 > 1931年の日本公開映画

1931年の日本公開映画（1931ねんのにほんこうかいえいが）では、1931年（昭和6年）1月1日から同年12月31日までに日本で商業公開された映画の一覧を記載。作品名の右の丸括弧内は製作国を示す。
記載の凡例については年度別日本公開映画#凡例を参照

## 作品一覧

### 1月
- 海の狼（アメリカ）
- キング・オブ・ジャズ（アメリカ）
- 最後の中隊（ドイツ） - キネマ旬報ベストテン外国映画8位
- 祖国の叫び（アメリカ）
- チゥインガム行進曲（アメリカ）
- 南海の女王（フランス）
- 女房盗塁（アメリカ）
- モンテ・カルロ（アメリカ）
- 掠奪者（アメリカ）
- リリオム（アメリカ）
- 5日
  - 踊る若者（日本）
- 8日
  - 月世界の女（ドイツ）[1]
- 10日
  - 女給（日本）
  - 南国太平記 前篇（日本）
  - 南国太平記 第一篇/第二篇（日本）
- 15日
  - 南国太平記 双竜篇（日本）

### 2月
- 悪に咲く華（アメリカ）
- 悪魔の寵児（ドイツ）
- 掘鑿機1010号（ドイツ）
- けだもの組合（アメリカ）
- 大飛行船（アメリカ）
- トム・ソーヤの冒険（アメリカ）
- マダムX（アメリカ）
- モロッコ（アメリカ） - キネマ旬報ベストテン外国映画1位
- 7日
  - 淑女と髯（日本）
- 21日
  - 南国太平記 南国太平記 後篇 義刃血河の巻（日本）
- 25日
  - ジャンバルジャン　前後篇（日本）

### 3月
- 愛する権利（アメリカ）
- アリゾナ怪盗異聞（アメリカ）
- 踊子夫人（アメリカ）
- 西部戦線一九一八年（ドイツ）
- ハア・マン（アメリカ）
- 巴里選手（アメリカ）
- 春（ソ連）
- ビッグ・トレイル（アメリカ）
- マダム・サタン（アメリカ）
- 4日
  - 親（日本）
- 20日
  - 彼は復讐を忘れたか（日本）
  - たぬきと精神病患者（日本）

### 4月
- アンナ・クリスティ（アメリカ）
- 怪船ヨシワラ号（ドイツ）
- キートンの決死隊（アメリカ）
- じゃじゃ馬馴らし（アメリカ）
- 女給と強盗（アメリカ）
- 戦ふ隊商（アメリカ）
- 当世女大学（アメリカ）
- ニュウ（ドイツ）
- 紐育の囁き（アメリカ）
- 眠れよ我が子（ドイツ）
- 花嫁修業（アメリカ）
- 白魔（ドイツ）
- 不滅の放浪者（ドイツ）
- 8日
  - 侍ニッポン 前篇（日本）
- 15日
  - 侍ニッポン 後篇（日本）
- 17日
  - 愛よ人類と共にあれ（日本）
- 22日
  - 敷設列車（日本）

### 5月
- 赤新聞（アメリカ）
- 河上の別荘（アメリカ）
- 全線（ソビエト連邦） - キネマ旬報ベストテン外国映画6位
- 嘆きの天使（ドイツ）
- 巴里の屋根の下（フランス） - キネマ旬報ベストテン外国映画2位
- ビッグ・ハウス（アメリカ）
- 姫君は文士がお好き（ドイツ）
- 復活（アメリカ）
- ブロードウェイの黄金時代（アメリカ）
- 名門芸術（アメリカ）
- 愉快な武士道（アメリカ）
- 1日
  - 元禄十三年（日本）
- 29日
  - 美人哀愁（日本）

### 6月
- 怪紳士（アメリカ）
- 恋の走馬灯（アメリカ）
- 人間廃業（ドイツ）
- 船出の朝（アメリカ）
- 街の紳士（アメリカ）
- モンブランの嵐（ドイツ）
- やくざ者（アメリカ）

### 7月
- 彼女の名誉（アメリカ）
- キートンの恋愛指南番（アメリカ）
- 結婚双紙（アメリカ）
- スキピイ（アメリカ）
- 大地（ソ連）
- タブウ（アメリカ）
- 鉄青年（アメリカ）
- トレスパッサー（アメリカ）
- 四つの壁（アメリカ）
- 1日
  - 大九州行進曲・赤陽に映へて（日本）
  - 南国太平記 爆発篇（日本）
- 4日
  - 姉妹（日本）
- 15日
  - 洛陽餓ゆ（日本）
- 31日
  - 彼は復讐を忘れたか（日本）
  - 保少年（日本）

### 8月
- 間諜X27（アメリカ） - キネマ旬報ベストテン外国映画5位
- 心を汚されし女（アメリカ）
- 泣き笑ひの人生（ドイツ）
- ビリー・ザ・キッド（アメリカ）
- 1日
  - マダムと女房（日本） - キネマ旬報ベストテン1位
- 8日
  - 腰辨頑張れ（日本
- 15日
  - 東京の合唱（日本） - キネマ旬報ベストテン3位
- 26日
  - 花火（日本）

### 9月
- 悪魔が跳び出す（アメリカ）
- 市街（アメリカ） - キネマ旬報ベストテン外国映画3位
- 地獄の天使（アメリカ）
- 盗まれた接吻（アメリカ）
- 母性（アメリカ）
- モンタナの月（アメリカ）
- ル・ミリオン（フランス） - キネマ旬報ベストテン外国映画4位
- 24日
  - 何が彼女を殺したか（日本） - キネマ旬報ベストテン7位

### 10月
- 悪魔スヴェンガリ（アメリカ） - キネマ旬報ベストテン外国映画7位
- 影を売る男（アメリカ）
- 惨劇の砂漠（アメリカ）
- 曳かれゆく男（アメリカ）
- 夜霧の女（アメリカ）
- 1日
  - 殉教血史 日本二十六聖人（日本）
- 8日
  - 就職戦線（日本）
  - 犯罪王リコ（アメリカ）
  - 奉天城一番乗（日本）
  - 魔人ドラキュラ（アメリカ）
- 14日
  - 続大岡政談 魔像解決篇（日本） - キネマ旬報ベストテン9位
- 15日
  - 霧の中の白蓮（日本）
  - 毒草（日本）
  - 雪の渡り鳥（日本）
- 30日
  - 心の日月（日本） - キネマ旬報ベストテン2位

### 11月
- アメリカの悲劇（アメリカ） - キネマ旬報ベストテン外国映画10位
- ウォタルウ橋（アメリカ）
- 陽炎の春（アメリカ）
- 惨劇の波止場（アメリカ）
- 天国の一夜（アメリカ）
- マルタの鷹（アメリカ）
- 密告（イギリス）
- 陽気な中尉さん（アメリカ） - キネマ旬報ベストテン外国映画9位
- 夜の大統領（アメリカ）
- 夜の天使（アメリカ）
- 1日
  - 舶来文明街（日本） - キネマ旬報ベストテン5位
- 13日
  - 一本刀土俵入（日本） - キネマ旬報ベストテン4位
- 14日
  - 炭焼小屋（日本）
- 24日
  - カラマゾフの兄弟（ドイツ）
- 28日
  - 民衆の敵（アメリカ）

### 12月
- 掻払ひの一夜（フランス）
- キスメット（アメリカ）
- キック・イン（アメリカ）
- 拳闘王（ドイツ）
- 再生の港（アメリカ）
- 素晴らしき嘘（アメリカ）
- トレイダ・ホーン（アメリカ）
- 火の山（ドイツ）
- 龍の娘（アメリカ）
- 1日
  - 牢獄の花嫁　前篇（日本） - キネマ旬報ベストテン8位
- 11日
  - 生活線ABC　前後篇（日本） - キネマ旬報ベストテン10位
- 12日
  - 天国の裏町（日本）
- 18日
  - 仇討選手（日本） - キネマ旬報ベストテン6位
  - 唐人お吉（日本）
- 19日
  - 牢獄の花嫁　解決篇（日本）
- 24日
  - 姉（日本）
- 31日
  - 噫!南嶺三十八勇士（日本）
  - 御誂次郎吉格子（日本） - 1932年度キネマ旬報ベストテン4位